# DOHC

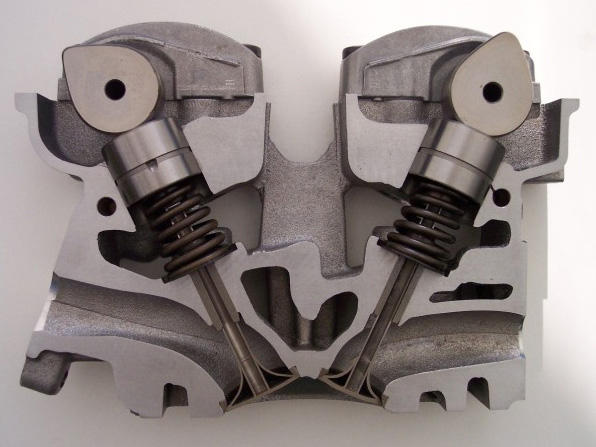
Schemat zaworów głowicy w układzie DOHC

DOHC (ang. Double Overhead Camshaft – „podwójny głowicowy wałek rozrządu” lub „podwójny górny wałek rozrządu”) – rozwiązanie konstrukcyjne silnika tłokowego, w głowicy którego znajdują się dwa wałki rozrządu do sterowania pracą zaworów. Jeden z wałków steruje zaworami ssącymi, a drugi wydechowymi. Konstrukcja silnika DOHC ułatwia zmiany fazy rozrządu, w zależności od prędkości obrotowej i obciążenia silnika. Zawory umieszczone są pod kątem naprzeciw siebie i dają tym samym większą swobodę w kształtowaniu komory spalania. Silnik DOHC umożliwia także zwiększenie liczby zaworów przypadających na cylinder, co wpływa na powiększenie sprawności napełniania i opróżniania cylindra i umożliwia uzyskanie wyższego stopnia sprężania i zmniejszenie oporów przepływu. Dzieje się tak przez zwiększenie powierzchni zaworów w stosunku do dostępnej powierzchni w głowicy wynikającej ze średnicy cylindra i ewentualnego pochylenia ścianek komory spalania w głowicy. Dzięki zwiększeniu powierzchni przylegania wielu zaworów do głowicy – w stosunku do zaworów pojedynczych o tej samej powierzchni przepływu – poprawia się odprowadzanie ciepła z zaworów. Kolejną zaletą tego rozwiązania jest zmniejszenie bezwładności elementów rozrządu, gdyż pojedyncze zawory są mniejsze i mogą mieć cieńsze trzonki i grzybki.
Faktem jest skomplikowanie napędu rozrządu i większe opory wynikające z napędu dwóch wałków. Ponadto rozdzielenie napędu na wałek wydechowy i ssący powoduje powstanie większych naprężeń na pasku lub łańcuchu napędu – wtedy, gdy jest to wspólny napęd obu wałków. Spowodowane jest to „odbijaniem” wałków w wyniku nacisku sprężyn zaworowych. Przy jednym wałku siły te są w znacznym stopniu zniwelowane, dlatego częstym rozwiązaniem jest napędzanie tylko jednego wałka, a drugi jest napędzany za pośrednictwem pierwszego. Przy takim rozwiązaniu siły na napędzie rozrządu pomiędzy wałem korbowym a wałkiem są porównywalne z rozwiązaniem SOHC.
Ponadto często obserwuje się zwiększone zużycie oleju silnikowego, zwłaszcza przy dużych przebiegach.